# Exosphaeroma alii
Exosphaeroma alii är en kräftdjursart som beskrevs av Baker 1926. Exosphaeroma alii ingår i släktet Exosphaeroma och familjen klotkräftor. Inga underarter finns listade i Catalogue of Life.